# Angostura bitters

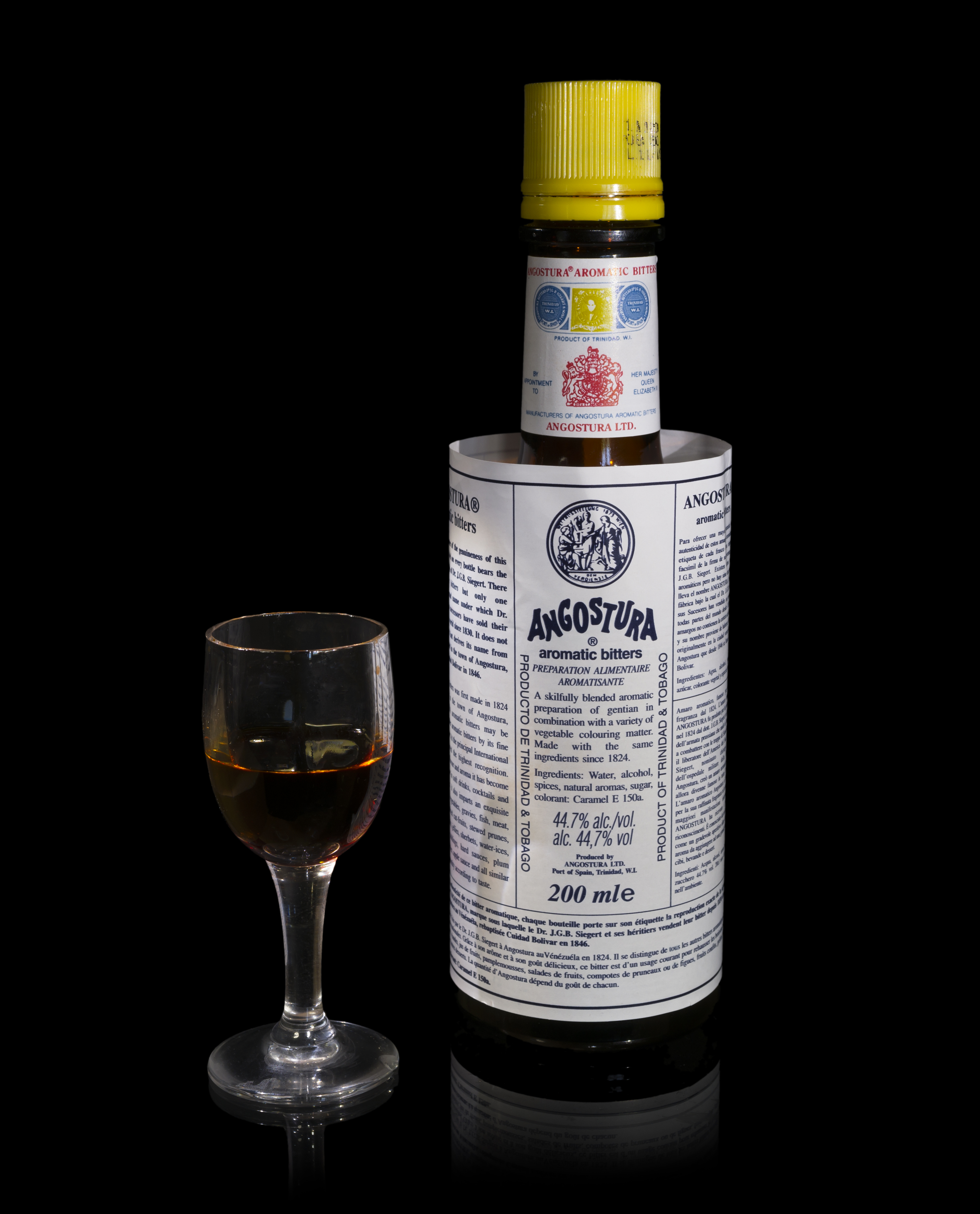
Een fles Angostura bitters

Angostura bitters is een kruidenbitter (44,7%) die voor het eerst in 1824 werd gemaakt door Johann Gottlieb Benjamin Siegert als remedie tegen of verzachter van vermoeidheid en maagklachten.
Angostura wordt gemaakt van meer dan 40 tropische kruiden en plantenextracten. 
De naam is afkomstig van de havenstad Angostura in Venezuela, die sinds 1846 Ciudad Bolívar heet, waar de kruidenbitter voor het eerst geproduceerd werd. Angostura bitters worden sinds 1875 geproduceerd in Port of Spain, Trinidad en Tobago. 
Angostura bitters worden meestal in kleine hoeveelheden gebruikt als ingrediënt in cocktails.
Cocktails waarbij de bitters een standaard ingrediënt zijn: Manhattan, Old Fashioned, Pisco sour, Singapore Sling, Zombie.
Enkele cocktails waaraan soms Angostura bitters worden toegevoegd: Bloody mary, Cuba libre, Mojito, Punch.